# Tetbury
Tetbury es un pequeño pueblo y parroquia civil del distrito de Cotswold, Gloucestershire, Inglaterra. Está situado en el emplazamiento de un antiguo castro, donde se fundó un monasterio anglosajón, probablemente a manos de Ine de Wessex en el año 681.
Durante la Edad Media, Tetbury se convirtió en un importante mercado de lana e hilo de Cotswold. Las Carreras de Sacos de Lana de Tetbury, fundadas en 1972, es una competición anual donde los participantes deben llevar un saco de lana de 60 libras de peso arriba y abajo de una colina empinada (colina Gumstool). Las Carreras de Sacos de Lana de Tetbury se celebran en el "late May Bank Holiday", el último lunes de mayo.
Entre los edificios más notables del pueblo se incluyen la casa de mercado, construido en el 1655, la iglesia parroquial de Santa María la Virgen y Santa María Magdalena de estilo neogótico de finales del siglo XVIII y gran parte de los edificios del centro histórico del pueblo, datados entre los siglos XVI y XVII. La casa de mercado es un ejemplo genuino de las casas de mercado de pueblo de pilares de Cotswold y aún se utiliza como lugar de encuentro y mercado. También se incluye el Museo Police Bygones.
La Casa Chavenage, Casa Highgrove y Westonbirt Arboretum se sitúan justo a las afueras del pueblo.
Tetbury ha ganado cinco premios de Oro consecutivos en la competición regional "Heart of England in Bloom" (Corazón de Inglaterra en Flor) entre 2006 y 2010 y ganó el premio "Best Small Town" (Mejor Pueblo Pequeño) entre 2008 y 2010. En 2010 Tetbury fue el Ganador Total del "Heart of England in Bloom" y ganó el Premio Discrecional del Jurado por Logros de la Comunidad. Tetbury ganó el "Silver Gilt" (Plata Dorada) como debutante en la "National Britain in Bloom Campaign" (Campaña Nación Británica en Flor) en 2009 y nuevamente en 2011.
El escudo de armas de Tetbury lo forman dos delfines.

## Geografía

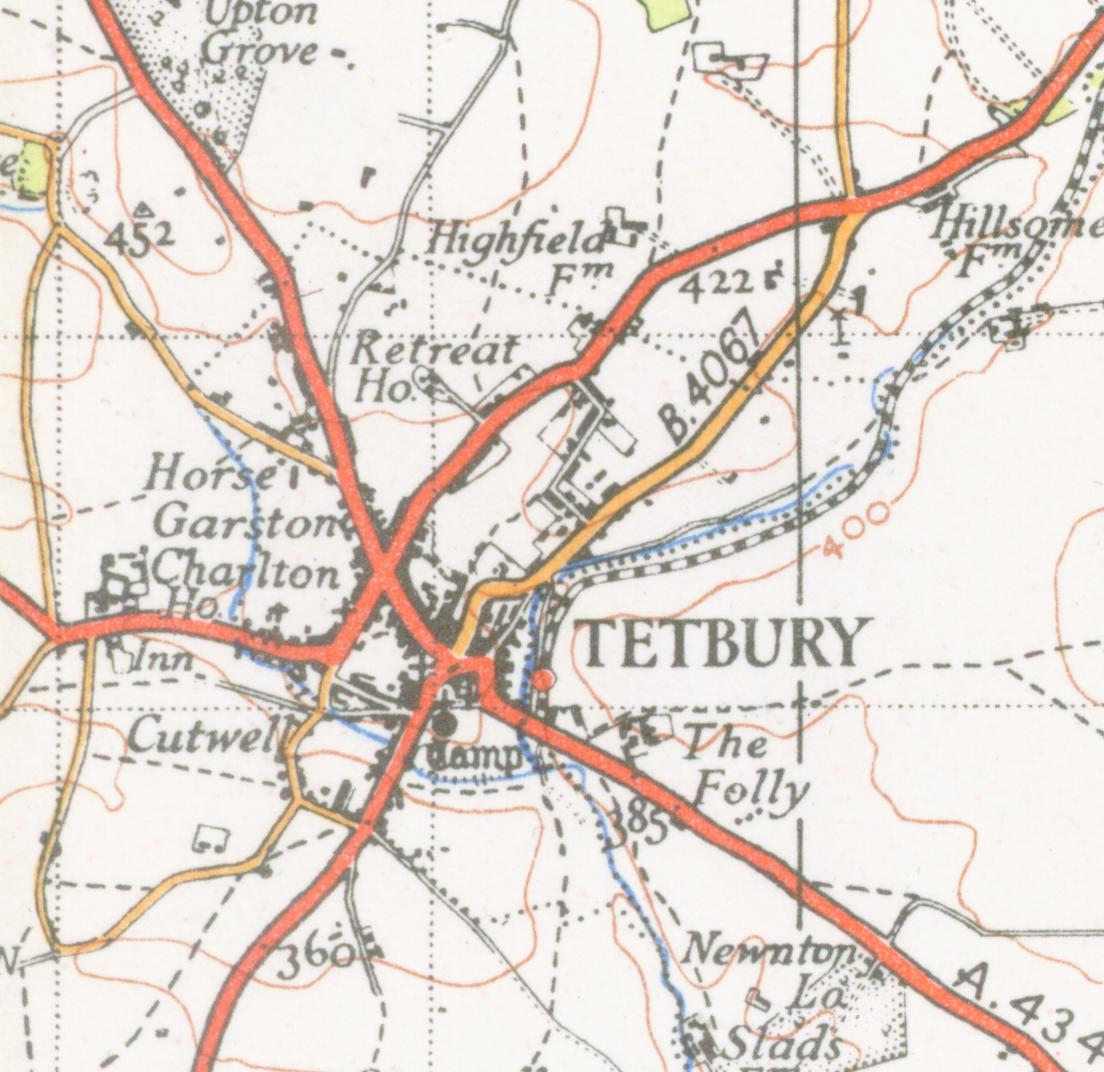
Mapa de Tetbury de 1946.

Tetbury está situado en un paisaje de colinas ondulantes usadas principalmente como terreno para granjeo, incluyendo el pastoreo de ovejas y la producción de grano. Su localización se asocia a una cercana vía de comercio este-oeste o camino de pastores, el cual encajaría con su temprana importancia como centro de comercio de lana. Al oeste se encuentran la mansión Owlpen, el Castillo Beverston y la mansión Calcot. El río Tetbury Avon, afluente del río Avon, se encuentra al norte del pueblo.

## Gobierno
La mayor parte de Tetbury recae en la parroquia de Tetbury, aunque algunas partes de la zona norte del pueblo pertenecen oficialmente a Tetbury Upton.
Tetbury está en el distrito de Cotswold, y los servicios son responsabilidad del gobierno del distrito. El gobierno del condado de Gloucestershire también es responsable de algunas partes del pueblo.
Nacionalmente, Tetbury está en el distrito electoral de Cotswold, y ha sido representado en el Parlamento por Geoffrey Clifton-Brown (conservador) desde 1997. Tiene una mayoría de cerca de 10.000 sobre los liberal demócratas.

## Economía

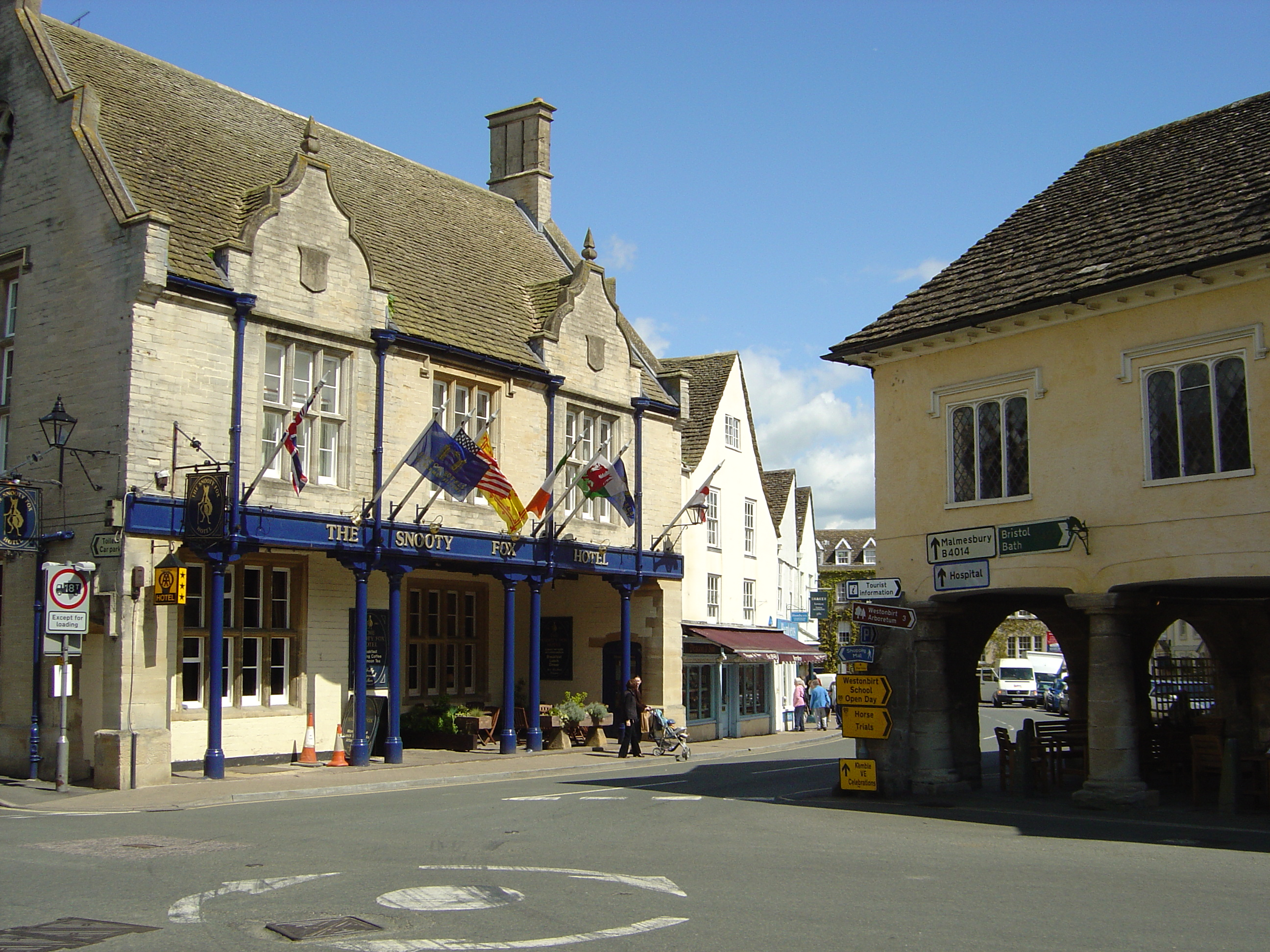
Centro de Tetbury.

Tetbury es conocido por sus tiendas de antigüedades y chucherías. El centro del pueblo también cuenta con establecimientos independientes de comida, ropa, bancos, tiendas de caridad, agentes del estado y otras tiendas, incluyendo una tienda de ropa de la marca Overrider, una casa de subastas Bonham y una Highgrove Shop.
Un supermercado Tesco abrió sus puertas a menos de medio kilómetro del centro del pueblo en julio de 2002. Las grandes calles del pueblo acogen a un gran número de tiendas artesanales de pan, queso y carne.
El pueblo tiene pubs y hoteles, incluyendo la posada Royal Oak Inn, que apareció en el largometraje de 1971 Dulcima y en un episodio de la serie de la BBC Bonekickers.

## Cultura
Los eventos del pueblo incluyen las Carreras de Sacos de Lana de Tetbury, celebradas el último lunes de mayo, famosas por las carreras y la feria del pueblo. Un espectáculo de flores se celebra en el parque de recreación. La primera "Tetbury fiesta" se celebró en el mismo emplazamiento en julio de 2008, convirtiéndose en un evento anual. A principios de octubre se celebra el Festival de Música de Tetbury.

## Hospital

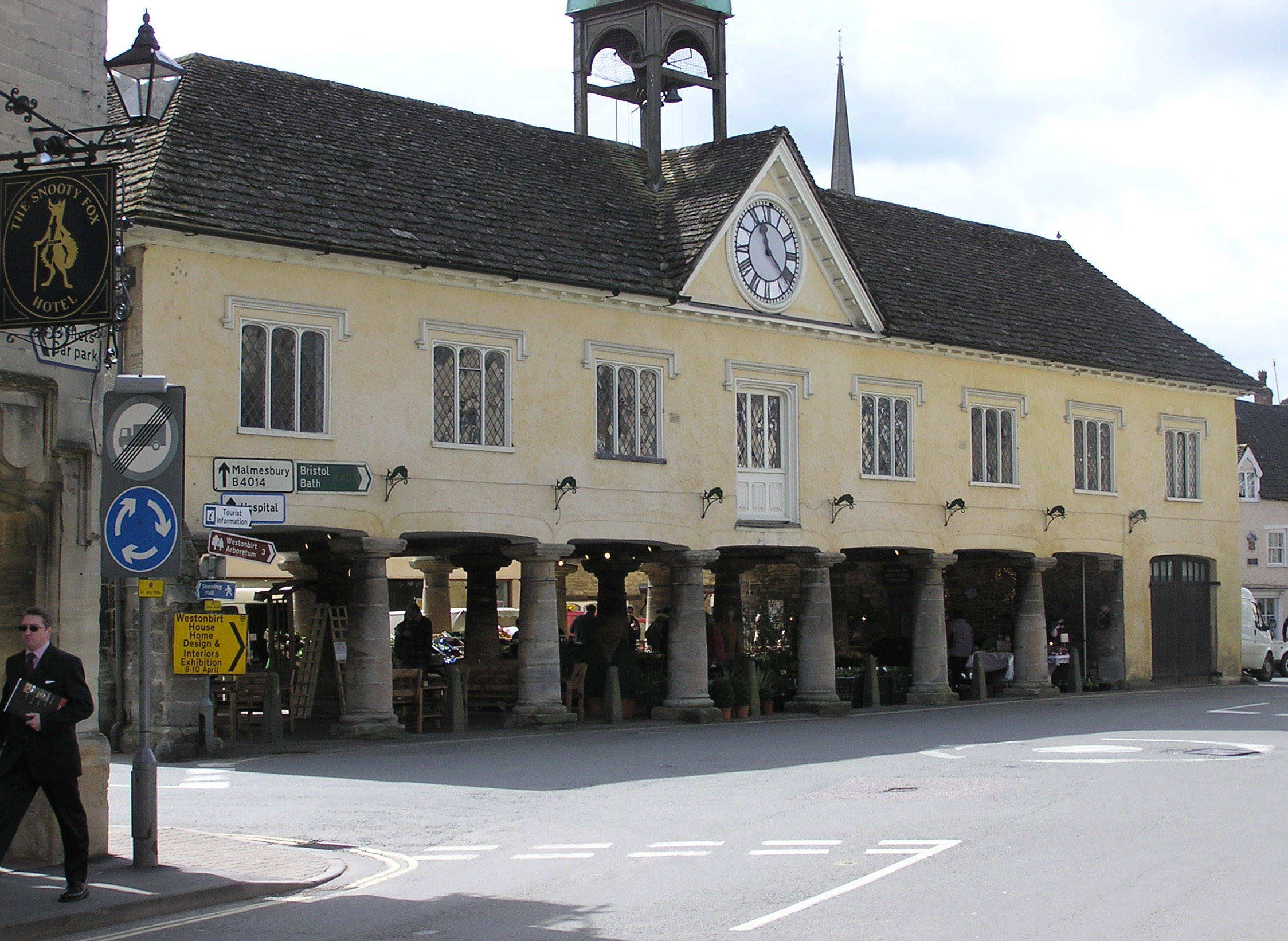
Casa de mercado de Tetbury

El Hospital de Tetbury es una instalación de gestión privada que se fundó con financiación gubernamental y donaciones de caridad. El hospital, que tiene una unidad de lesiones menores, ha sido mejorado en los últimos tiempos. El Departamento de Emergencia más cercano se encuentra en Cirencester.

## Educación
El pueblo cuenta con dos colegios, el Colegio de Primaria Saint Mary y el Colegio Sir William Romney, un colegio de secundaria especializado en artes creativas. In 2006, el Sir William Romney anunció el cierre de su sexto centro de formación, por lo que los estudiantes del curso superior deberían viajar a Cirencester, Stroud o incluso Brístol. El Colegio Westonbirt es un colegio privado para niñas de entre 11 y 18 años.
Algunos niños de Tetbury viajan bastante lejos, con estudiantes en los dos colegios de gramática, Colegio Marling para chicos y el Instituto de Secundaria de Stroud para chicas, ambos en Stroud, y algunos al Colegio Deer Park de Cirencester.

## Transporte
Tetbury tiene servicio de autobús que trabaja en poblaciones cercanas. La estación de tren de Tetbury cerró en 1964, y la estación más cercana en la actualidad es la de Kemble; el aeropuerto más cercano es el Aeropuerto de Brístol. La aviación general utiliza el Aeropuerto de Cotswold en Kemble. El antiguo aeródromo de Long Newnton, al sudeste de Tetbury, fue en un principio el hogar del Cotswoll Gliding Club, que actualmente se encuentra establecido en Aston Down.
Tetbury está en la carretera A433, que tiene fácil acceso a las autopistas M4 y M5. La carretera A4135 parte de Tetbury hacia el oeste a través de Beverston.

## Personas notables

### Actualidad
- SAR Príncipe Carlos, Príncipe de Gales, vive en Highgrove, Doughton, cerca de Tetbury.
- Anne Hooper, periodista, escritora y consejera.
- Jake Meyer, británico más joven en escalar el Monte Everest
- Jet Black, batería y miembro fundador de la banda The Stranglers

### Difuntos
- Brian Trubshaw, primer piloto de pruebas británico del Concorde, fallecido en 2001.
- Laurens van der Post, propietario de una granja cercana en la década de 1930, fallecido en 1996.
- Cecil "Sam" Cook, jugador de cricket y árbitro de Gloucestershire, fallecido en 1996.
- Alice Liddell Hargreaves, inspiración de Alice in Wonderland.
- Robert Crowley, librero, poeta y clérigo protestante del siglo XVI.